# Синевичи (Дятловский район)
Синеви́чи (бел. Сінявічы) — деревня в Даниловичском сельсовете Дятловского района Гродненской области Республики Беларусь. По переписи населения 2009 года в Синевичах проживал 1 человек.

## История
В 1921—1939 годах Синевичи находились в составе межвоенной Польской Республики. В 1923 году в Юзефинах было 9 хозяйств, 46 жителей. В сентябре 1939 года Синевичи вошли в состав БССР.
В 1996 году Синевичи входили в состав Торкачёвского сельсовета и колхоза «Беларусь». В деревне насчитывалось 5 хозяйств, проживали 5 человек.
13 июля 2007 года вместе с другими населёнными пунктами упразднённого Торкачёвского сельсовета Синевичи были переданы в Даниловичский сельсовет.